# Calle Patission
La Calle Patission (en griego, Οδός Πατησίων)  es una de las principales calles del centro de Atenas, Grecia. A pesar de que se conoce como Patission, su nombre fue cambiado a calle 28 de octubre, que conmemora el día de 1940 en que el dictador griego Ioannis Metaxás rechazó al dictador italiano, Benito Mussolini por su ultimátum para que Grecia se sometiera a control italiano, empezando así la Guerra greco-italiana.
La Calle Patission conecta la zona conocida como Patissia con la plaza Omonia, en el centro de Atenas. Es accesible por líneas de autobús y trolebús, que conectan el centro de la ciudad con Kypseli (líneas de tranvía 2, 4, 9), Lamprini (líneas de tranvía 5, 13, 14), Patissia (línea de tranvía 11), Nea Filadelfia (carro línea 3), Perissos (líneas de autobús 605, 054), Marousi (línea de autobús A8) y Galatsi (línea de autobús 608).